# Unteres Tor (Mindelheim)

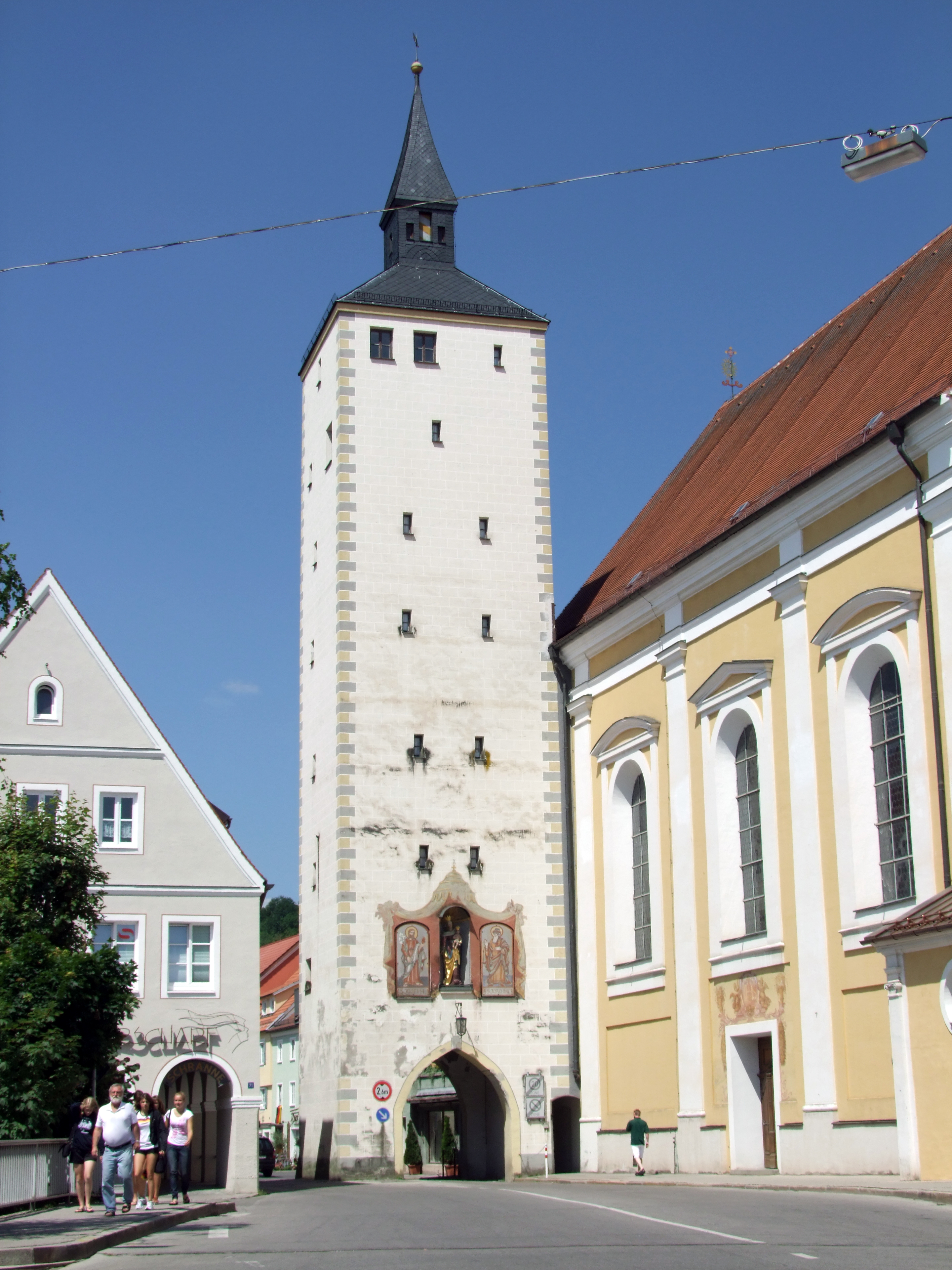
Das Untere Tor (Ostseite)

Das Untere Tor ist ein ehemaliges Stadttor der oberschwäbischen Stadt Mindelheim. Es wurde erstmals 1263 erwähnt.

## Lage
Das Tor bildet den westlichen Zugang zur Altstadt und begrenzt diese. Nördlich des Torturms steht die turmlose, ehemalige Jesuitenkirche Mariä Verkündigung.

## Geschichte
Das Tor wurde erstmals 1263 erwähnt. Es besaß im 13. und 14. Jahrhundert den Beinamen Schnäbelinstor, nachdem der Mindelheimer Bürger Ulrich Schnäbelin das nördlich angrenzende Grundstück an die Augustiner verkaufte, die darauf ihr Kloster errichteten. Vom 15. bis zum 17. Jahrhundert erhielt es auch den Beinamen Klostertor. Die Namen Brudertor und Bläserturm sind ebenfalls in alten Schriften zu lesen. Die heutige Gestalt stammt aus der zweiten Hälfte des 14. Jahrhunderts. Ein dem Tor vorgelagerter Vorbau wurde 1877 abgebrochen. In neuerer Zeit wurde ein im nördlichen Teil des Gebäudes liegender Durchbruch für Fußgänger geschaffen.

## Baubeschreibung
Der Torturm besitzt eine Höhe von 40 Meter, eine Durchfahrt mit spitzbögigen Zugängen sowie ein Tonnengewölbe in dieser Durchfahrt. Das siebengeschossige Gebäude besitzt unregelmäßig verteilte viereckige Öffnungen, welche meist als Schlitze mit Kragsturz ausgeführt sind. An der Innenseite befindet sich etwa in Höhe des zweiten Geschosses eine Rundbogennische mit einer hölzernen Muttergottes aus der zweiten Hälfte des 15. Jahrhunderts. Diese Holzstatue wurde barock überarbeitet. Seitlich von dieser Nische befinden sich Wandbilder des Heiligen Josefs und des Heiligen Joachims. Diese Bilder wurden 1957 von dem Mindelheimer Maler Max Beringer gemalt. Die zuvor dort aufgehängten Bilder, welche auf Holz gemalt wurden, mussten aufgrund starker Verwitterung den neuen Bildern weichen. Die komplette Dreiergruppe mit Blenden, gemaltem Baldachin und Putten wurden nach barocken Resten erneuert. Eine große, gefasste Segmentbogenblende befindet sich in Höhe des ersten Obergeschosses an der Westseite. Der ehemalige Vorbau ist noch am Ansatz zweier Giebel, welche übereinander liegen an der Westfassade zu erkennen. Dort finden sich auch wenige Reste der früheren Bemalung. Das Dach ist ein flaches Zeltdach, worauf eine quadratische Laterne gesetzt ist. Diese besitzt einen Spitzhelm. Die Schieferdeckung ist neueren Datums. Im Inneren des Tores finden sich Holzbalkendecken. Das oberste Geschoss diente früher als Wohnung für den Stadt- und Feuerwächter.